# Interval (matemàtiques)
|  | Aquest article tracta sobre la definició matemàtica d'interval. Vegeu-ne altres significats a «Interval (desambiguació)». |

En matemàtica, un interval (o essent més precisos, un interval real) és un conjunt que conté tots i cadascun dels nombres reals que es troben entre dos nombres indicats anomenats extrems. A més, l'interval pot contenir o no aquests extrems en funció de si l'interval és tancat o obert.
Un interval obert, és un interval que no inclou cap dels dos extrems, i un interval tancat és aquell que sí que els inclou.
- S'utilitza la notació {\displaystyle [a,b]} quan un interval és tancat als seus dos extrems.
- S'utilitza la notació {\displaystyle \left]a,b\right[} o {\displaystyle (a,b)} quan és obert en ambdós extrems.
- S'utilitza la notació {\displaystyle \left]a,b\right]} o {\displaystyle (a,b]} si és obert en l'extrem esquerre i tancat al dret, i paral·lelament, s'utilitza {\displaystyle \left[a,b\right[} o {\displaystyle [a,b)} si és obert en l'extrem dret i tancat a l'esquerre.

Per exemple {\displaystyle (0,2)} es refereix al tram entre 0 i 2 que no inclou el zero ni el dos, però sí que conte tots els punts entre 0 i 2, fins i tot els que són molt propers a 0 i a 2.
Un altre exemple, l'interval {\displaystyle \left]-3,5\right]}, es refereix al tram des de -3 a 5, i inclou a tots els punts entre -3 i 5, amb l'excepció de -3, però sí que inclou el 5 i els punts molt propers a -3 per la dreta.
Un interval d'extrems a i b s'anomena interval propi si a < b. De fet, si b < a l'interval sempre serà el conjunt buit. Quan a = b, es poden donar dos casos: Si l'interval és tancat es dona {\displaystyle [a,a]=\{a\}} i s'anomena interval degenerat o singletó. Si l'interval no és tancat llavors és el conjunt buit.
Els intervals on els dos extrems són nombres reals s'anomenen intervals fitats. També es poden definir intervals que no tinguin extrem superior o inferior que s'anomenen no fitats. En aquest cas s'utilitza el símbol −∞ per a l'extrem inferior o +∞ per a l'extrem superior, que s'escriuen amb el claudàtor d'extrem obert perquè no són nombres reals, sinó símbols que no formen part de l'interval. Així, si a és un nombre real:
- L'interval tancat {\displaystyle \left[a,+\infty \right[} o {\displaystyle [a,+\infty )} inclou tots els nombres reals més grans o iguals que a.
- L'interval obert {\displaystyle \left]a,+\infty \right[} o {\displaystyle (a,+\infty )} inclou tots els nombres reals més grans que a.
- L'interval tancat {\displaystyle \left]-\infty ,a\right]} o {\displaystyle (-\infty ,a]} inclou tots els nombres reals més petits o iguals que a.
- L'interval obert {\displaystyle \left]-\infty ,a\right[} o {\displaystyle (-\infty ,a)} inclou tots els nombres reals més petits que a.

De fet, també es pot escriure l'interval {\displaystyle \left]-\infty ,+\infty \right[} o {\displaystyle (-\infty ,+\infty )} que es correspon amb tota la recta real, és a dir, és igual a {\displaystyle \mathbb {R} }.
Els intervals es poden generalitzar de manera trivial a subconjunts de la recta real estesa. Dins de la recta real estesa sí que té sentit escriure el claudàtor d'extrem tancat amb {\displaystyle -\infty } o {\displaystyle +\infty }, però llavors deixen de ser intervals reals.

## Definició formal
Siguin {\displaystyle a,b\in {\overline {\mathbb {R} }}} dos elements de la recta real estesa, es defineixen els següents intervals d'extrems {\displaystyle a} i {\displaystyle b}:
- L'interval tancat d'extrems a, b és {\displaystyle [a,b]=\{x\in {\overline {\mathbb {R} }}:a\leq x\leq b\}}.
- L'interval obert d'extrems a, b és {\displaystyle \left]a,b\right[=(a,b)=\{x\in \mathbb {R} :a<x<b\}}.
- L'interval tancat per l'esquerra i obert per la dreta d'extrems a, b és {\displaystyle \left[a,b\right[=(a,b]=\{x\in {\overline {\mathbb {R} }}:a\leq x<b\}}.
- L'interval obert per l'esquerra i tancat per la dreta d'extrems a, b és {\displaystyle \left]a,b\right]=(a,b]=\{x\in {\overline {\mathbb {R} }}:a<x\leq b\}}.

Sigui {\displaystyle I} un interval, s'anomena interval real si {\displaystyle I\subset \mathbb {R} }.

## Classificació
En resum, la classificació dels onze tipus diferents d'intervals reals és la següent:
Sien a, b dos nombres reals amb a < b:
- Buit: {\displaystyle [b,a]=(b,a)=[b,a)=(b,a]=(a,a)=[a,a)=(a,a]=\{\}=\varnothing }.
- Degenerat: {\displaystyle [a,a]=\{a\}}.[4]
- Propi:
  - Fitat:
    - Obert: {\displaystyle (a,b)}.
    - Tancat: {\displaystyle [a,b]}.
    - Tancat per l'esquerra i obert per la dreta: {\displaystyle [a,b)}.
    - Obert per l'esquerra i tancat per la dreta: {\displaystyle (a,b]}.

  - No fitat per la dreta:
    - Obert: {\displaystyle (a,+\infty )}.
    - Tancat: {\displaystyle [a,+\infty )}.

  - No fitat per l'esquerra:
    - Obert: {\displaystyle (-\infty ,b)}.
    - Tancat: {\displaystyle (-\infty ,b]}.

  - No fitat als dos extrems: {\displaystyle (-\infty ,+\infty )=\mathbb {R} }. Aquest és un conjunt obert i tancat.

## Propietats
- La longitud o mesura d'un interval fitat d'extrems {\displaystyle a} i {\displaystyle b} és la resta {\displaystyle a-b}. Si l'interval és buit, té longitud zero. Si l'interval no és fitat s'acostuma a dir que té longitud infinita.
- El centre d'un interval fitat és la mitjana aritmètica dels seus extrems, és a dir, si els extrems són {\displaystyle a} i No s'ha pogut entendre (MathML amb SVG o PNG alternatiu (recomanat per a navegadors moderns i eines d'accessibilitat): Resposta invàlida («Math extension cannot connect to Restbase.») del servidor «http://localhost:6011/ca.wikipedia.org/v1/»:): {\displaystyle b}
, el centre és {\displaystyle (a+b)/2}.
- El radi d'un interval fitat és la meitat de la seva longitud.
- L'interior d'un interval és l'interval obert amb els mateixos extrems.
- L'adherència d'un interval és l'interval tancat amb els mateixos extrems.
- La frontera d'un interval no buit és el conjunt format pels seus extrems reals. Per exemple, {\displaystyle \partial [-8,3)=\{-8,3\}}, {\displaystyle \partial (-\infty ,0]=\{0\}}, {\displaystyle \partial (-\infty ,+\infty )=\partial (3,3)=\varnothing }.
- Els intervals oberts són conjunts oberts de la topologia euclidiana (o topologia estàndard) de {\displaystyle \mathbb {R} }, i de fet en formen una base.
- Els intervals tancats són conjunts tancats de la topologia euclidiana de {\displaystyle \mathbb {R} }.